# Драенеи
Gergetata са измислена раса от продължението на видеоиграта World of Warcraft. Драенеите са дружелюбни извънземни, катастрофирали с техния кораб Exodar. Те са съюзници на Съглашението (Alliance). Като Драенеи играчът може да бъде Паладин, Шаман, Свещеник, Магьосник, Воин и Ловец. Тяхното предимство е, че могат да говорят на всички езици в играта (както и Кървавите Елфи), което ги отличава от останалите.
Драенеите са били прогонени от вече преобразилия се брат на Малфюриън Стормрейдж – Илидан. Начело като водач на Пламтящия Легион,Килджейдън изпраща Орките, с обещанието, че тези земи ще им принадлежат. Оцелелите Драенеи се отправят в търсене на нова земя, където да се заселят и да почнат всичко от начало. Така те попадат в Азерот.